# Чемпіонат Європи з художньої гімнастики 2003
Чемпіонат Європи з художньої гімнастики 2003 пройшов з 4 по 6 квітня в місті Різа, Німеччина. На цьому чемпіонаті українська гімнастка Ганна Безсонова стала трикратною чемпіонкою Європи у вправах з обручем, булавами та стрічкою.

## Медалісти
| Дисципліна        | Золото                | Срібло                | Бронза                |
| Особиста першість | Особиста першість     | Особиста першість     | Особиста першість     |
| ----------------- | --------------------- | --------------------- | --------------------- |
| Вправа з обручем  | Ганна Безсонова (UKR) | Заріна Гізікова (RUS) | Тамара Єрофеєва (UKR) |
| Вправа з м'ячем   | Заріна Гізікова (RUS) | Ганна Безсонова (UKR) | Інна Жукова (BLR)     |
| Вправа з стрічкою | Ганна Безсонова (UKR) | Інна Жукова (BLR)     | Тамара Єрофеєва (UKR) |
| Вправа з булавами | Ганна Безсонова (UKR) | Тамара Єрофеєва (UKR) | Сімона Пейчева (BUL)  |

## Медалісти (групові вправи), сеньйори
| Дисципліна         | Золото         | Срібло         | Бронза         |
| Групові вправи     | Групові вправи | Групові вправи | Групові вправи |
| ------------------ | -------------- | -------------- | -------------- |
| Групова першість   | Росія          | Болгарія       | Італія         |
| 5 стрічок          | Росія          | Болгарія       | Білорусь       |
| 3 обручі + 2 м'ячі | Болгарія       | Греція         | Італія         |

## Медалісти (групові вправи), юніори
| Дисципліна     | Золото         | Срібло         | Бронза         |
| Групові вправи | Групові вправи | Групові вправи | Групові вправи |
| -------------- | -------------- | -------------- | -------------- |
| 5 обручів      | Росія          | Греція         | Болгарія       |

## Медальний залік
| Місце               | Країна              | Золото | Срібло | Бронза | Загалом |
| ------------------- | ------------------- | ------ | ------ | ------ | ------- |
| 1                   | Росія               | 4      | 1      | 0      | 5       |
| 2                   | Україна             | 3      | 2      | 2      | 7       |
| 3                   | Болгарія            | 1      | 2      | 2      | 5       |
| 4                   | Греція              | 0      | 2      | 0      | 2       |
| 5                   | Білорусь            | 0      | 1      | 2      | 3       |
| 6                   | Італія              | 0      | 0      | 2      | 2       |
| Загалом (6 збірних) | Загалом (6 збірних) | 8      | 8      | 8      | 24      |